# Yarrahapinni Wetlands National Park
Yarrahapinni Wetlands National Park är en nationalpark i Australien. Den ligger i regionen Kempsey och delstaten New South Wales, i den östra delen av landet, 600 km nordost om huvudstaden Canberra.
Trakten runt Yarrahapinni Wetlands National Park består huvudsakligen av våtmarker.